# 西村好時
西村 好時（にしむら よしとき、1886年1月22日 - 1961年4月29日）は、日本の建築家。多くの銀行建築を設計したことで知られる。

## 経歴
- 1886年（明治19年）東京府に生まれる。
- 1902年（明治35年）高等師範学校附属中学校（現・筑波大学附属中学校・高等学校）卒業。
- 1912年（明治45年）東京帝国大学建築学科を卒業、真水工務所に入る。
- 1913年（大正2年）曾禰・中條建築事務所嘱託となり、大正博覧会設計に携わる。
- 1914年（大正3年）清水組に入り設計部技師。
- 1920年（大正9年）第一銀行に転じ建築課長となり、以降本店及び支店三十数か所の設計を行う。
- 1921年（大正10年）銀行建築の研究のため、アメリカに出張する。
- 1926年（大正15年）欧米各国を視察する。
- 1931年（昭和6年）第一銀行を退職し、西村建築事務所を開設する。
- 1951年（昭和26年）日本建築士会会長、中央建築士審議会委員となる。
- 1961年（昭和36年）死去。

## 主な作品

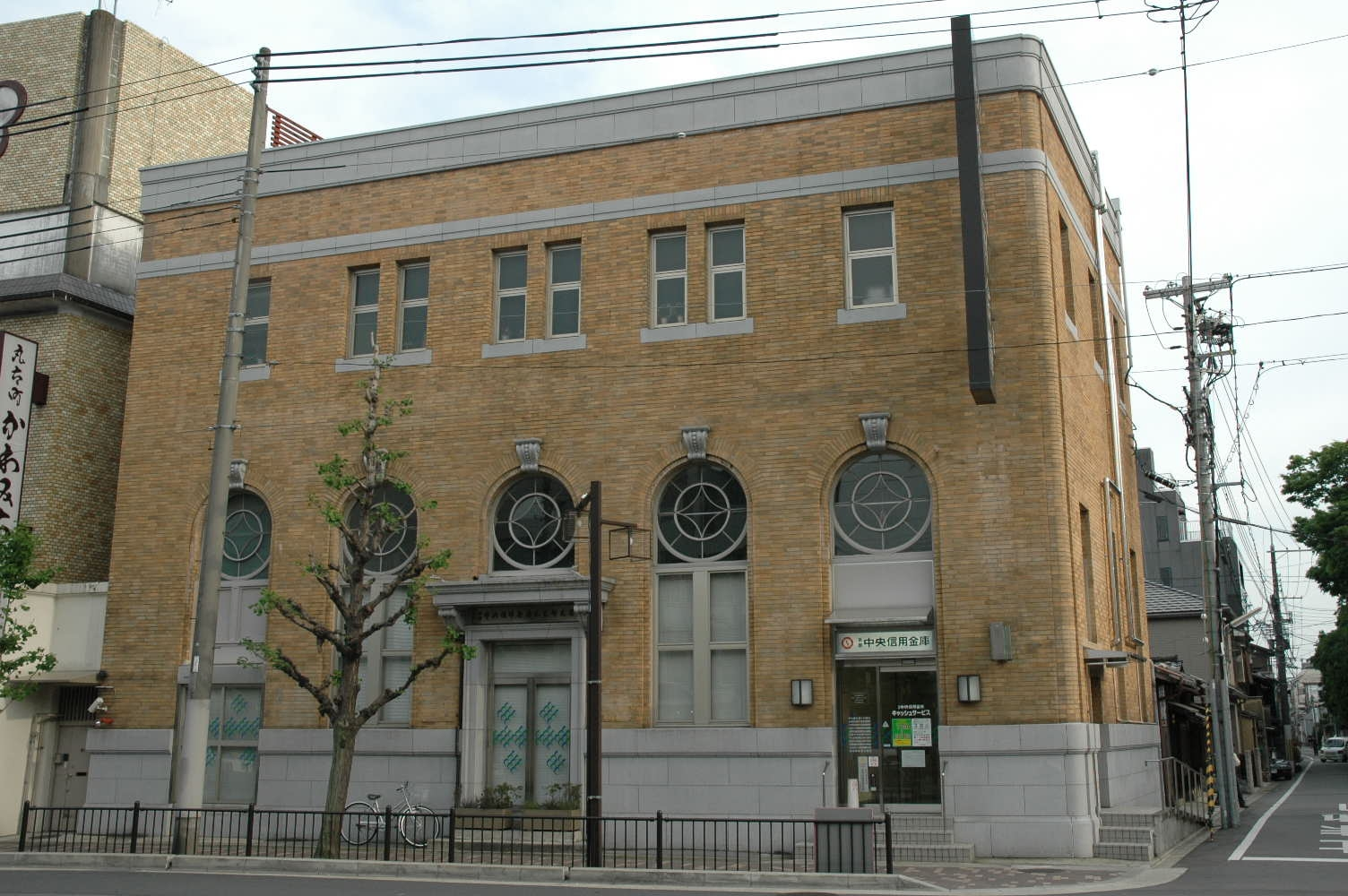
旧第一銀行熊本支店（1919年、熊本市、現 ピーエス熊本センター、登録有形文化財）
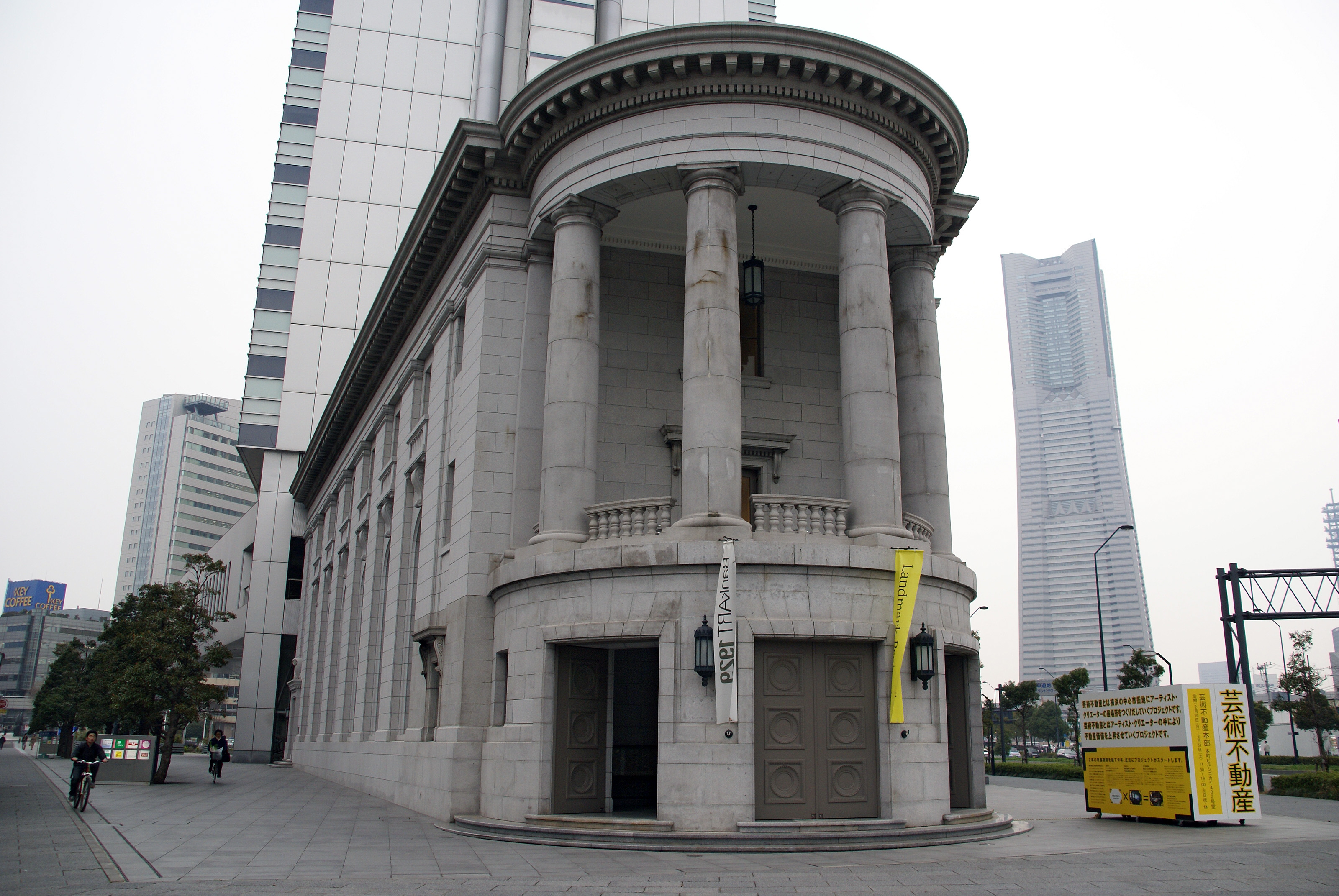
旧第一銀行函館支店（1921年、函館市、現 函館市文学館、函館市）
- 山二証券（1922年、東京都中央区）

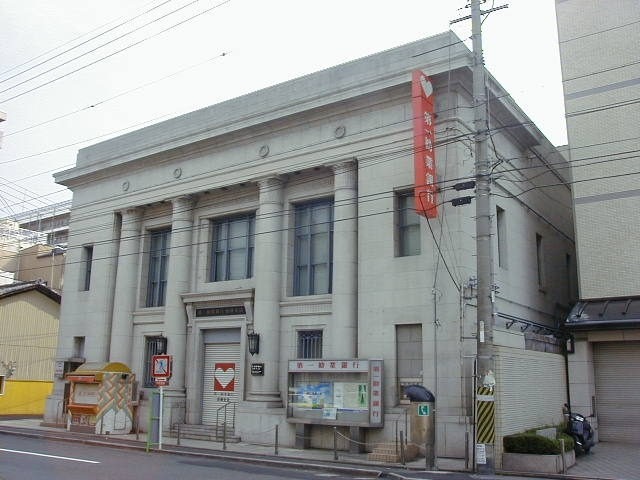
旧第一銀行清和園清風亭（1926年、東京都世田谷区、現 深谷市に移築保存）
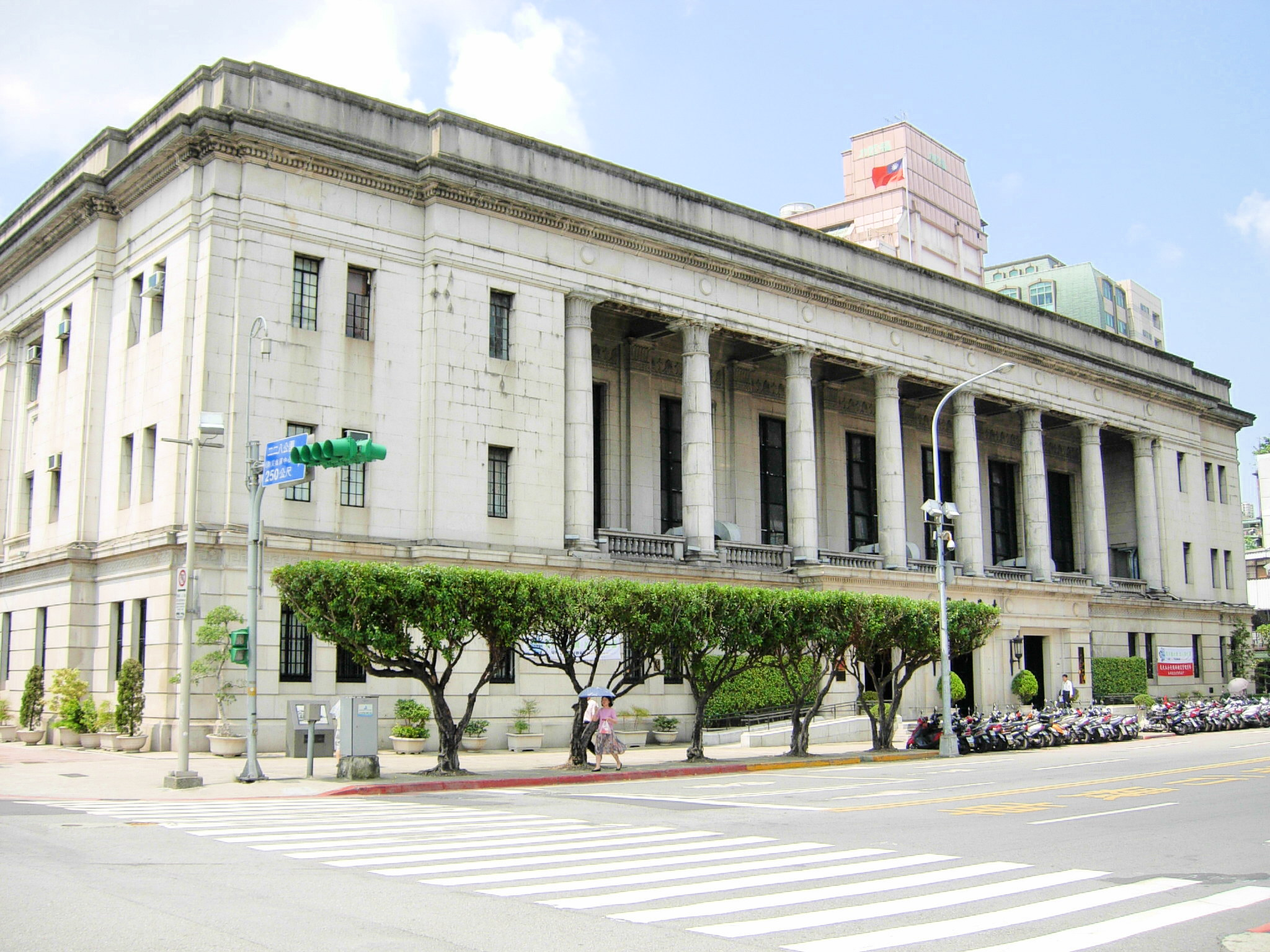
旧第一銀行大阪支店（1926年、大阪市、現存しない）
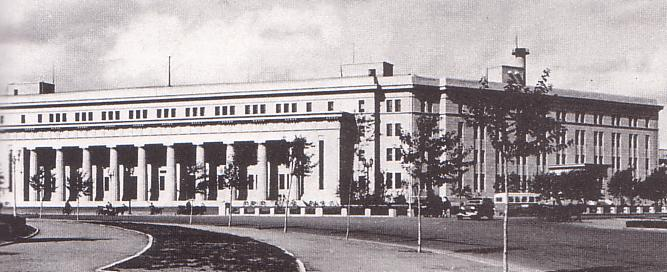
旧第一銀行丸太町支店（1927年、京都市上京区、現 京都中央信用金庫丸太町支店）
- 金万証券（1927年、東京都中央区、現存しない）
- 旧第一銀行横浜支店（1929年、横浜市中区、現 横浜アイランドタワー）
- 旧第一銀行本店（1930年、東京都麹町区丸ノ内、現存しない）
- 旧渋沢邸洋館（1931年、東京都芝区三田綱町、1991年、青森の古牧温泉に移築となるが、2022年春、東京・潮見に再移築が完了予定）
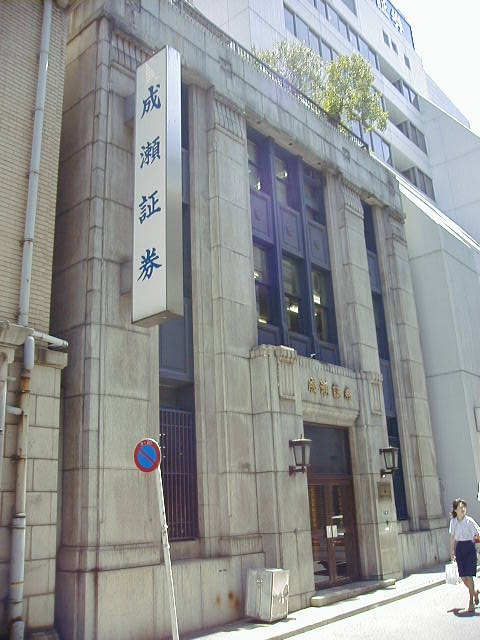
旧成瀬証券（1935年、東京都中央区、現 フィリップ証券）
- 旧第一銀行兜町支店（1936年、東京都日本橋区兜町、現存しない）
- 旧第一銀行西陣支店（1936年、京都市上京区、現存しない）
- 台湾銀行本店（1938年、台北市）
- 旧満州中央銀行本店（1938年、中華人民共和国長春市、現 中国人民銀行長春中心支行）
- 愛知県庁舎（1938年、愛知県名古屋市、渡辺仁と共同基本設計、重要文化財）
- 旧日本銀行釧路支店（1952年、釧路市）

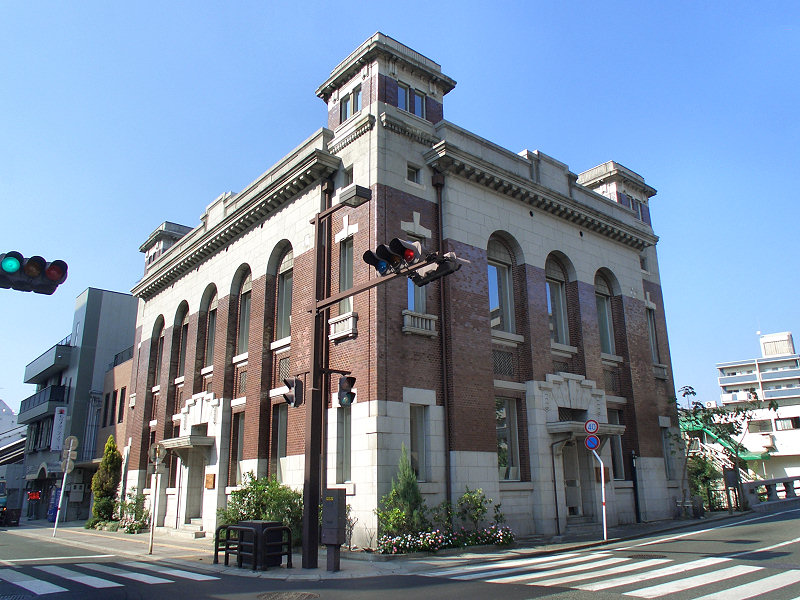
旧第一銀行熊本支店
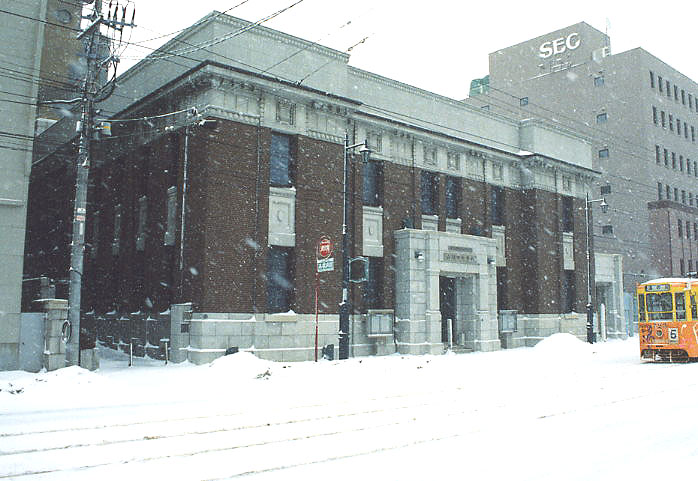
旧第一銀行函館支店
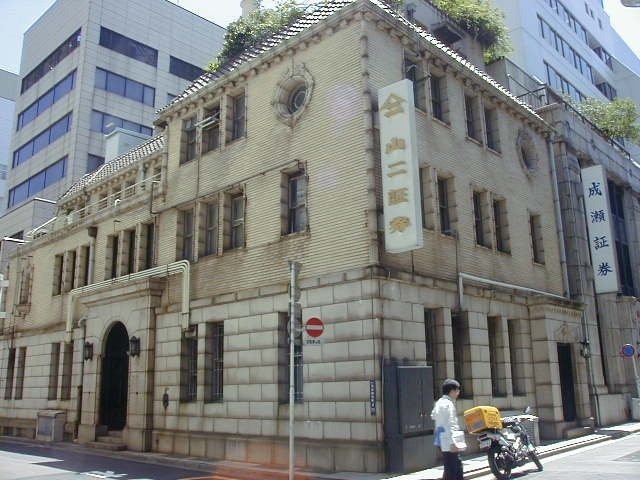
山二証券

- 旧第一銀行丸太町支店
- 旧第一銀行横浜支店
- 旧成瀬証券

- 旧第一銀行西陣支店
- 台湾銀行本店
- 満洲中央銀行本店